# Kottappuram
Kottappuram es una ciudad censal situada en el distrito de Thrissur en el estado de Kerala (India). Su población es de 6727 habitantes (2011). Se encuentra a 19 km de Thrissur y a 88 km de Kozhikode.

## Demografía
Según el censo de 2011 la población de Kottappuram era de 6727 habitantes, de los cuales 3258 eran hombres y 3469 eran mujeres. Kottappuram tiene una tasa media de alfabetización del 94,26%, superior a la media estatal del 94%: la alfabetización masculina es del 96,37%, y la alfabetización femenina del 92,33%.